# Neuraxpharm
Neuraxpharm ist ein europäisches Pharmaunternehmen mit Hauptsitz in Langenfeld und Barcelona sowie weiteren Niederlassungen in Europa. Neuraxpharm ist auf Arzneimittel und andere Medizinprodukte zur Behandlung und Prävention von Erkrankungen des Zentralen Nervensystems (ZNS) spezialisiert.

## Geschichte
Im Jahr 1985 gründete Dieter Gehrmann Neuraxpharm. Ein Jahr später brachte Neuraxpharm die ersten Produkte aus dem Bereich der Psychiatrie auf den Markt, unter anderem mit Amitriptylin, Haloperidol und Promethazin. Nach Gehrmanns Tod im Jahr 2004 wurde das Unternehmen 2009 an Andreas und Thomas Strüngmann verkauft.
Im Jahr 2016 wurde Neuraxpharm an Fonds um die britische Beteiligungsgesellschaft Apax Partners verkauft. Unter der Leitung von Jörg-Thomas Dierks wuchs das Unternehmen stetig, vor allem durch Zusammenschlüsse und Übernahmen anderer europäischer Pharmaunternehmen. Im Jahr 2020 übernahm der global aktive Finanzinvestor Permira das Unternehmen.
Zuletzt hat Neuraxpharm Buccolam übernommen, das einzige zugelassene bukkale Midazolam-haltige Präparat zur Notfallbehandlung von Kindern und Heranwachsenden mit Epilepsie. Neuraxpharm plant, Medizinalhanf des israelischen Herstellers Panaxia zu importieren. Seit 2020 stellt Neuraxpharm medizinisches Cannabis für eine Pilotstudie der französischen Behörde für Arzneimittelsicherheit (Agence nationale de sécurité du médicament et des produits de santé, ANSM) bereit.

## Unternehmensstruktur
In Deutschland firmiert das Unternehmen als Gesellschaft mit beschränkter Haftung (GmbH), in Spanien als Sociedad de responsabilidad limitada (SL). Die Neuraxpharm-Gesellschaften sind durch eine gemeinsame Holding verbunden, die keine operative Funktion hat.
Die Unternehmensführung nimmt das Executive Committee wahr. Ihm gehören derzeit (Stand: April 2022) zehn Personen an, darunter zwei Frauen und acht Männer. Chief Executive Officer (CEO) ist Jörg-Thomas Dierks; als Chief Financial Officer (CFO) fungiert Lluís Pérez.

## Produkte
Neuraxpharm stellt Pharmazeutika und medizinisches Cannabis sowie andere Medizinprodukte sowie zur Behandlung und Prävention von Erkrankungen des Zentralen Nervensystems (ZNS) her.